# La Sauvetat-du-Dropt
Pour les articles homonymes, voir La Sauvetat.
La Sauvetat-du-Dropt [la sovta dy dʁo] est une commune du Sud-Ouest de la France, située dans le département de Lot-et-Garonne (région Nouvelle-Aquitaine).

## Géographie

### Localisation
Commune située en Guyenne sur le Dropt à sa confluence avec l'Escourou, dans le vignoble des côtes-de-duras. Elle est limitrophe du département de la Dordogne.

### Communes limitrophes
La Sauvetat-du-Dropt est limitrophe de sept autres communes dont une dans le département de la Dordogne.
Les communes limitrophes sont  Agnac, Eymet, Moustier, Pardaillan, Roumagne, Saint-Jean-de-Duras et Soumensac.
| Saint-Jean-de-Duras | Soumensac            | Eymet (Dordogne) |
| Pardaillan          | La Sauvetat-du-Dropt | Agnac            |
| Moustier            | Roumagne             |                  |

### Climat
Pour des articles plus généraux, voir Climat de la Nouvelle-Aquitaine et Climat de Lot-et-Garonne.
Historiquement, la commune est exposée à un climat océanique aquitain.  
En 2020, Météo-France publie une typologie des climats de la France métropolitaine dans laquelle la commune est exposée à un climat océanique et est dans la région climatique Aquitaine, Gascogne, caractérisée par une pluviométrie abondante au printemps, modérée en automne, un faible ensoleillement au printemps, un été chaud (19,5 °C), des vents faibles, des brouillards fréquents en automne et en hiver et des orages fréquents en été (15 à 20 jours).
Pour la période 1971-2000, la température annuelle moyenne est de 13,1 °C, avec une amplitude thermique annuelle de 15,2 °C. Le cumul annuel moyen de précipitations est de 773 mm, avec 11,5 jours de précipitations en janvier et 6,4 jours en juillet. Pour la période 1991-2020, la température moyenne annuelle observée sur la station météorologique la plus proche, située sur la commune de Verteuil-d'Agenais à 21 km à vol d'oiseau, est de 13,8 °C et le cumul annuel moyen de précipitations est de 821,3 mm,. Pour l'avenir, les paramètres climatiques de la commune estimés pour 2050 selon différents scénarios d’émission de gaz à effet de serre sont consultables sur un site dédié publié par Météo-France en novembre 2022.

## Urbanisme

### Typologie
Au 1er janvier 2024, La Sauvetat-du-Dropt est catégorisée commune rurale à habitat dispersé, selon la nouvelle grille communale de densité à sept niveaux définie par l'Insee en 2022.
Elle est située hors unité urbaine et hors attraction des villes,.

### Occupation des sols

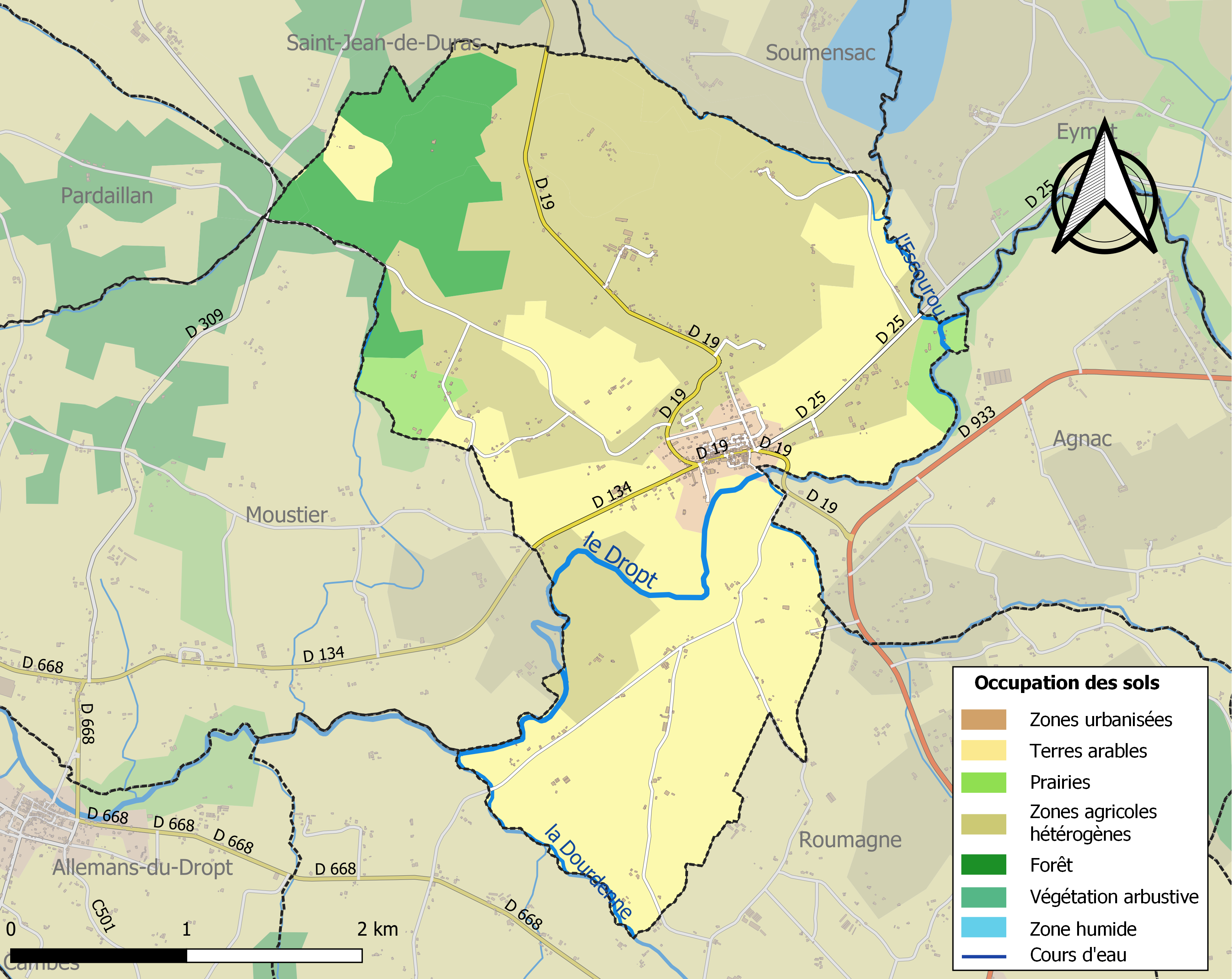
Carte des infrastructures et de l'occupation des sols de la commune en 2018 (CLC).

L'occupation des sols de la commune, telle qu'elle ressort de la base de données européenne d’occupation biophysique des sols Corine Land Cover (CLC), est marquée par l'importance des territoires agricoles (87,2 % en 2018), en diminution par rapport à 1990 (89,6 %). La répartition détaillée en 2018 est la suivante : 
zones agricoles hétérogènes (42,6 %), terres arables (37,7 %), forêts (10 %), cultures permanentes (3,8 %), prairies (3,1 %), zones urbanisées (2,8 %). L'évolution de l’occupation des sols de la commune et de ses infrastructures peut être observée sur les différentes représentations cartographiques du territoire : la carte de Cassini (XVIIIe siècle), la carte d'état-major (1820-1866) et les cartes ou photos aériennes de l'IGN pour la période actuelle (1950 à aujourd'hui).

### Risques majeurs
Le territoire de la commune de La Sauvetat-du-Dropt est vulnérable à différents aléas naturels : météorologiques (tempête, orage, neige, grand froid, canicule ou sécheresse), inondations, mouvements de terrains et séisme (sismicité très faible). Un site publié par le BRGM permet d'évaluer simplement et rapidement les risques d'un bien localisé soit par son adresse soit par le numéro de sa parcelle.
Certaines parties du territoire communal sont susceptibles d’être affectées par le risque d’inondation par une crue à  débordement lent de cours d'eau, notamment le Dropt, l'Escourou et la Dourdenne. La commune a été reconnue en état de catastrophe naturelle au titre des dommages causés par les inondations et coulées de boue survenues en 1982, 1983, 1993, 1994, 1999 et 2009,.
Les mouvements de terrains susceptibles de se produire sur la commune sont des affaissements et effondrements liés aux cavités souterraines (hors mines) et des tassements différentiels. Afin de mieux appréhender le risque d’affaissement de terrain, un inventaire national permet de localiser les éventuelles cavités souterraines sur la commune.

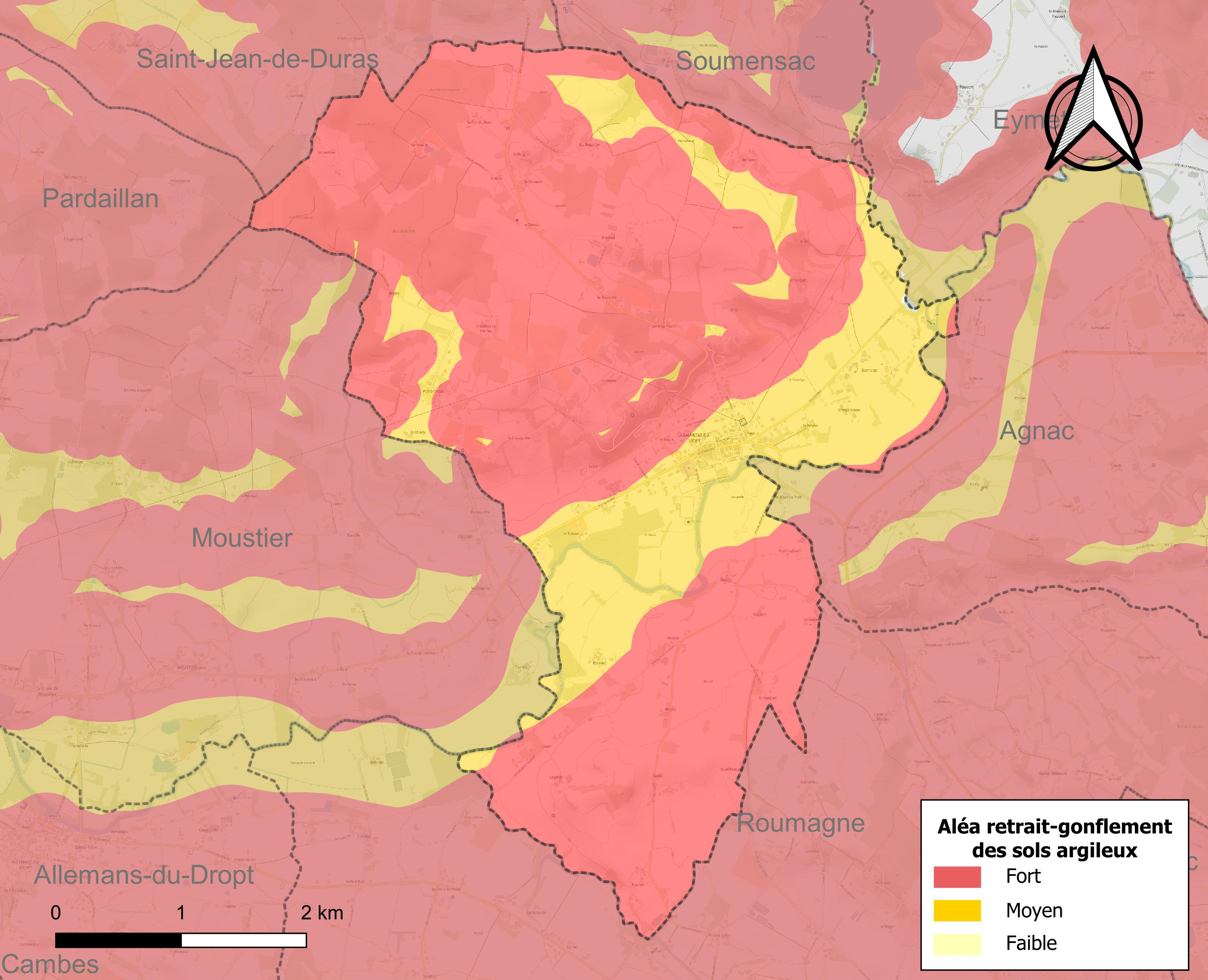
Carte des zones d'aléa retrait-gonflement des sols argileux de La Sauvetat-du-Dropt.

Le retrait-gonflement des sols argileux est susceptible d'engendrer des dommages importants aux bâtiments en cas d’alternance de périodes de sécheresse et de pluie. La totalité de la commune est en aléa moyen ou fort (91,8 % au niveau départemental et 48,5 % au niveau national). Depuis le 1er octobre 2020, en application de la loi ELAN, différentes contraintes s'imposent aux vendeurs, maîtres d'ouvrages ou constructeurs de biens situés dans une zone classée en aléa moyen ou fort,.
Concernant les mouvements de terrains, la commune a été reconnue en état de catastrophe naturelle au titre des dommages causés par la sécheresse en 2005, 2011 et 2017 et par des mouvements de terrain en 1999.

## Toponymie
Une sauveté est un habitat créé au XIe ou  XIIe siècle par l'Église. Comparables aux bastides décidées par le roi, ces nouveaux villages sont peuplés de colons qui, en s'y installant, obtiennent la liberté. Plusieurs villages portent le nom de « Sauvetat » en Gascogne ou en Auvergne ou ses dérivés occitans « Salvetat » ou francisés « Sauveterre ».

## Histoire
C'est à partir du VIIIe siècle, sous l'impulsion de Charlemagne, que les moines entreprirent de largement conquérir la région, ceux de Sarlat s'appropriant, entre autres, les terres de Duras et de la vallée du Dropt.
L'histoire de la région est liée à celle du duché de Guyenne. Ce nom apparaît pour la première fois dans le traité de Paris, conclu le 12 avril 1229 entre Saint Louis et Raymond VII comte de Toulouse, qui cédait la plus grande partie du Languedoc à la France et mettait fin au conflit albigeois.
La Guyenne est possession des rois d’Angleterre de 1188 à 1453. Une commanderie Templière y est bâtie, à cheval sur la commune d'Agnac limitrophe.
En 1374, Bertrand Du Guesclin et le duc d'Anjou lancent une offensive en Guyenne et reprennent aux Anglais Penne-d'Agenais, Saint-Sever, Moissac, Sainte-Foy-la-Grande, Castillon, Langon, Saint-Macaire, Sainte-Bazeille, La Réole. La Guyenne est réunie au domaine du roi de France après la bataille de Castillon en 1453, mais le duché revint définitivement à la couronne française à la mort de Charles de Valois en 1472.
En 1561, la province est érigée en gouvernement de Guyenne avec pour siège Bordeaux.
En 1635, une jacquerie des Croquants a lieu dans le contexte de la guerre contre l'Espagne : la pression fiscale est lourde et des émeutes éclatent en Guyenne. 

En 1636, des soulèvements dans les campagnes apparaissent contre les tailles en Angoumois et au Périgord. C’est le début de l’une des plus grandes guerres civiles déclenchées par des paysans. 
 
Le duc de La Valette, envoyé par le roi, arrive du Pays basque avec trois mille hommes du régiment de Guyenne (1636-1660) et met fin à la révolte le 1er juin 1637 à la bataille de La Sauvetat-du-Dropt. Un millier de croquants insurgés meurent, mais une amnistie sera accordée.

## Politique et administration

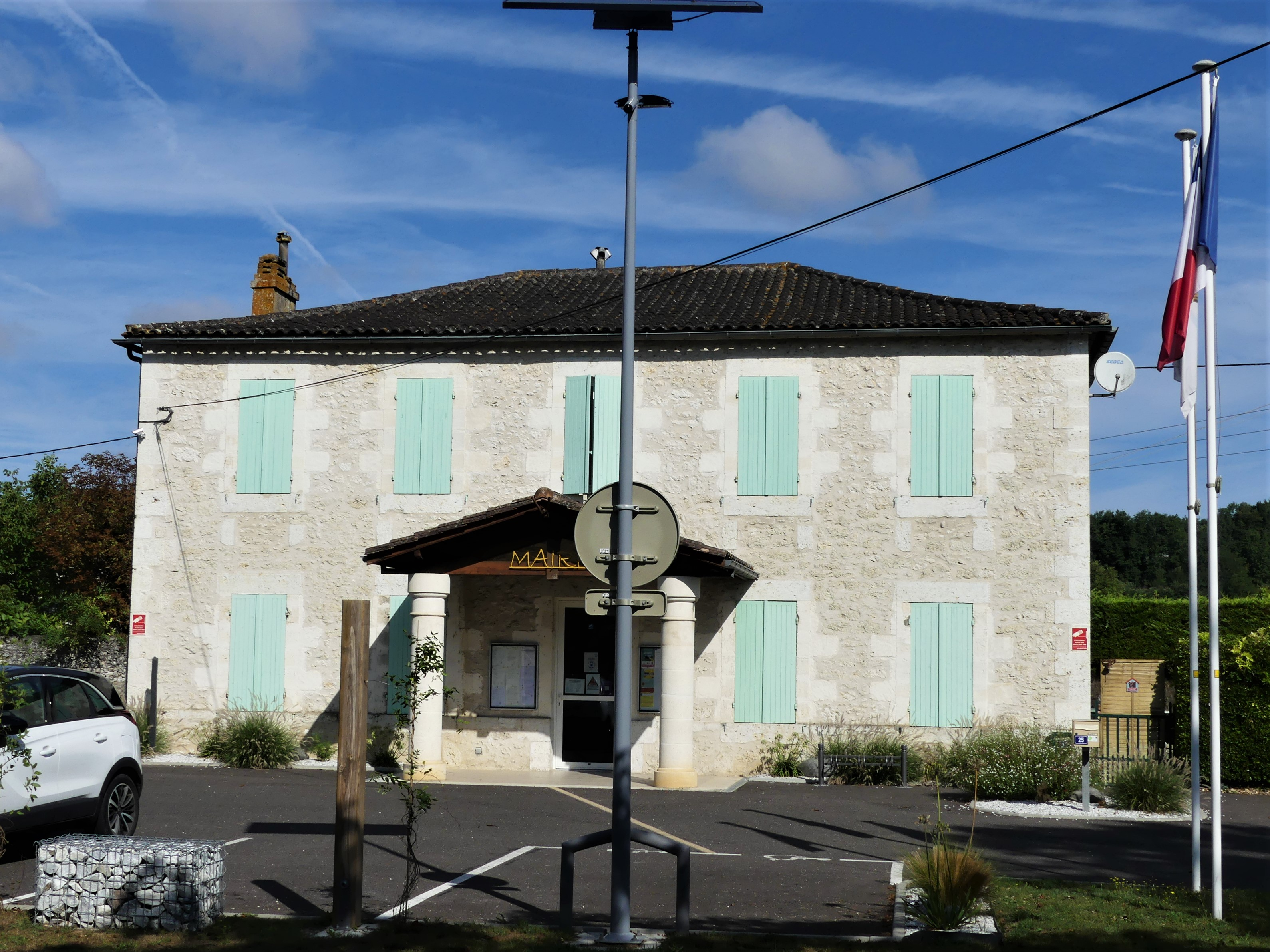
La mairie en 2021.

| Période                                  | Période   | Identité           | Étiquette | Qualité |
| ---------------------------------------- | --------- | ------------------ | --------- | ------- |
| Les données manquantes sont à compléter. |           |                    |           |         |
|                                          |           |                    |           |         |
| mars 1983                                | mars 2008 | Gilbert Grannereau |           |         |
| mars 2008 (réélu en mai 2020)            | En cours  | Jean-Luc Gardeau   |           |         |

## Démographie
L'évolution du nombre d'habitants est connue à travers les recensements de la population effectués dans la commune depuis 1793. Pour les communes de moins de 10 000 habitants, une enquête de recensement portant sur toute la population est réalisée tous les cinq ans, les populations de référence des années intermédiaires étant quant à elles estimées par interpolation ou extrapolation. Pour la commune, le premier recensement exhaustif entrant dans le cadre du nouveau dispositif a été réalisé en 2005.

En 2022, la commune comptait 565 habitants, en évolution de +4,82 % par rapport à 2016 (Lot-et-Garonne : −0,18 %, France hors Mayotte : +2,11 %).
| 1793  | 1800 | 1806 | 1821 | 1831 | 1836 | 1841 | 1846 | 1851 |
| ----- | ---- | ---- | ---- | ---- | ---- | ---- | ---- | ---- |
| 1 433 | 569  | 679  | 721  | 690  | 696  | 730  | 713  | 717  |

| 1856 | 1861 | 1866 | 1872 | 1876 | 1881 | 1886 | 1891 | 1896 |
| ---- | ---- | ---- | ---- | ---- | ---- | ---- | ---- | ---- |
| 741  | 727  | 683  | 676  | 676  | 721  | 745  | 655  | 785  |

| 1901 | 1906 | 1911 | 1921 | 1926 | 1931 | 1936 | 1946 | 1954 |
| ---- | ---- | ---- | ---- | ---- | ---- | ---- | ---- | ---- |
| 611  | 579  | 524  | 449  | 499  | 536  | 512  | 543  | 550  |

| 1962 | 1968 | 1975 | 1982 | 1990 | 1999 | 2005 | 2006 | 2010 |
| ---- | ---- | ---- | ---- | ---- | ---- | ---- | ---- | ---- |
| 544  | 541  | 496  | 474  | 463  | 465  | 550  | 555  | 566  |

| 2015 | 2020 | 2022 | - | - | - | - | - | - |
| ---- | ---- | ---- | - | - | - | - | - | - |
| 539  | 557  | 565  | - | - | - | - | - | - |

## Culture locale et patrimoine

### Lieux et monuments
- Pont médiéval sur le Dropt, dit « vieux pont » ou « pont romain » à cheval sur les communes d'Agnac et de La Sauvetat-du-Dropt. Comprenant 23 arches dont onze de style roman et douze de style gothique, il est classé au titre des monuments historiques depuis 1992[25],[26].
- Église Saint-Germain de La Sauvetat-du-Dropt des XIe et XIIe siècles.
- Pigeonnier.

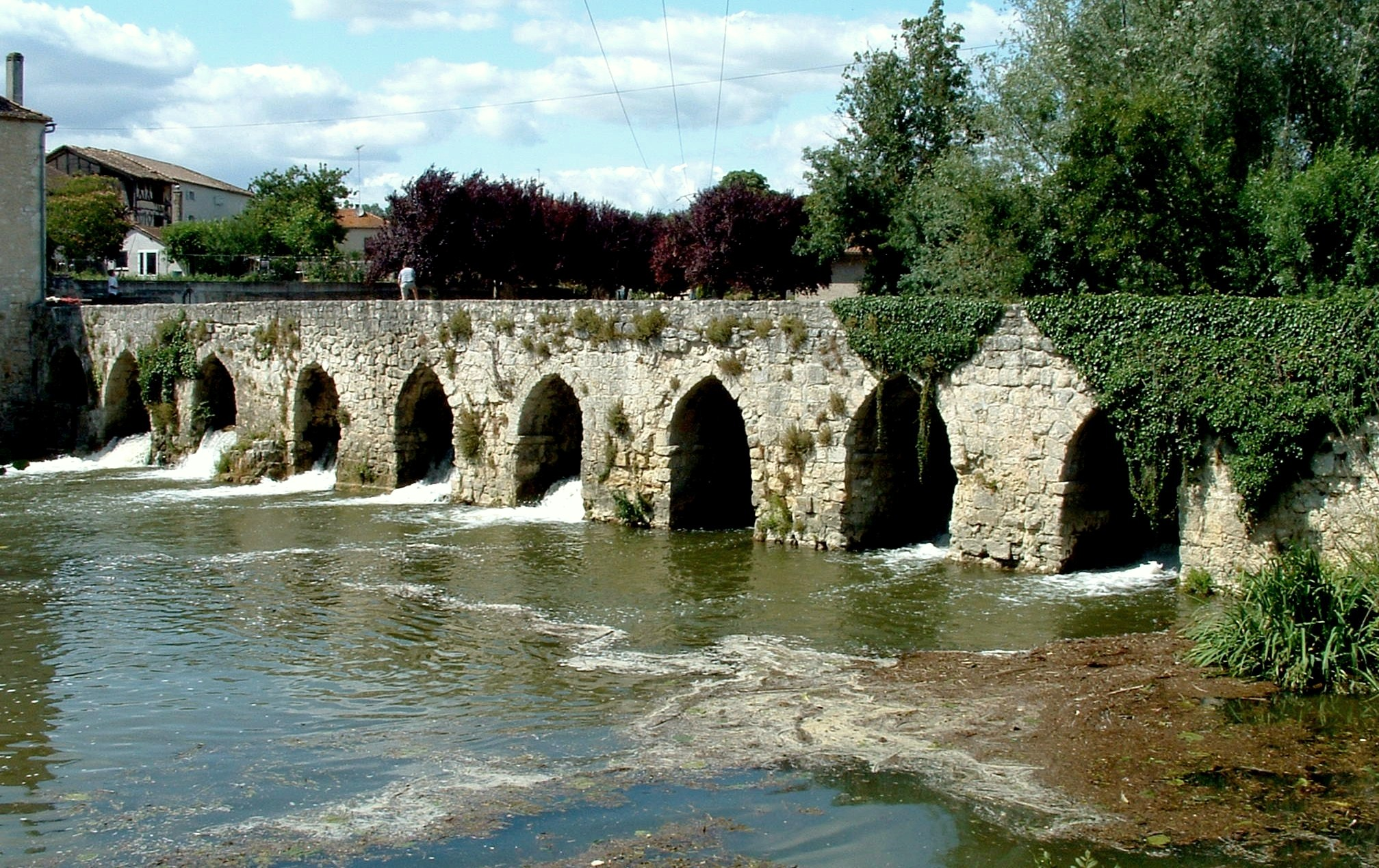
Le vieux pont sur le Dropt.
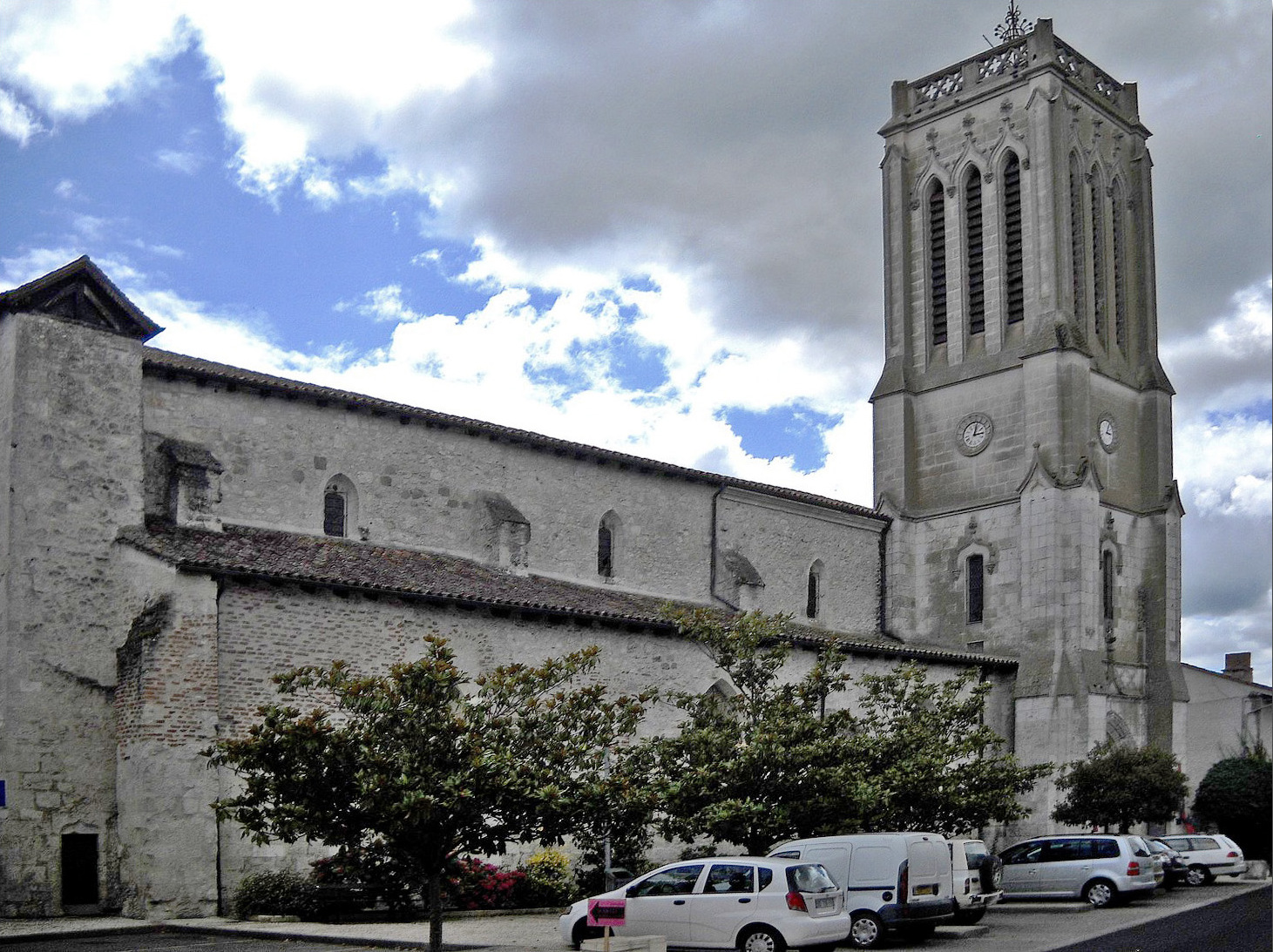
L'église Saint-Germain.
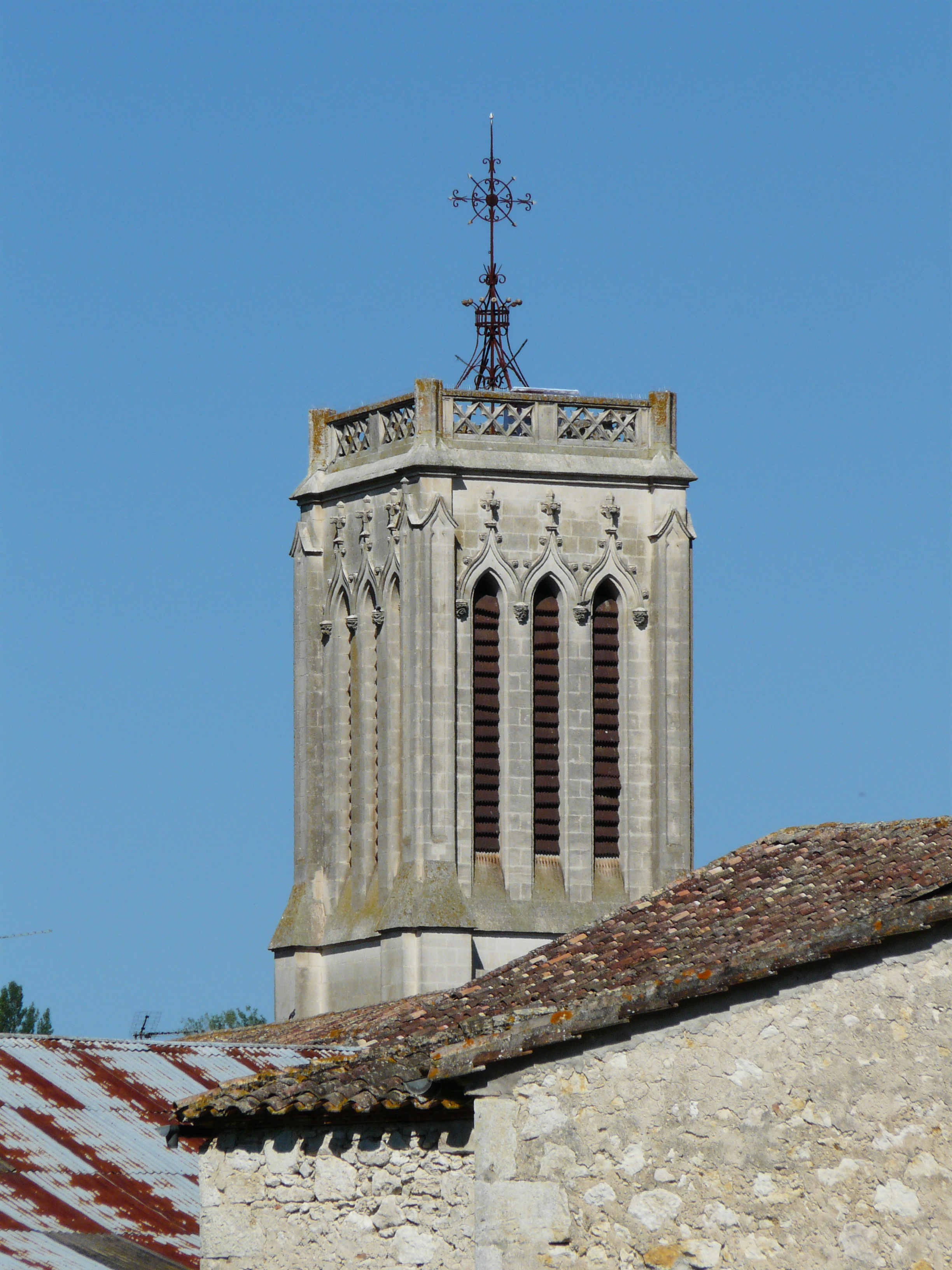
Le clocher de l'église.
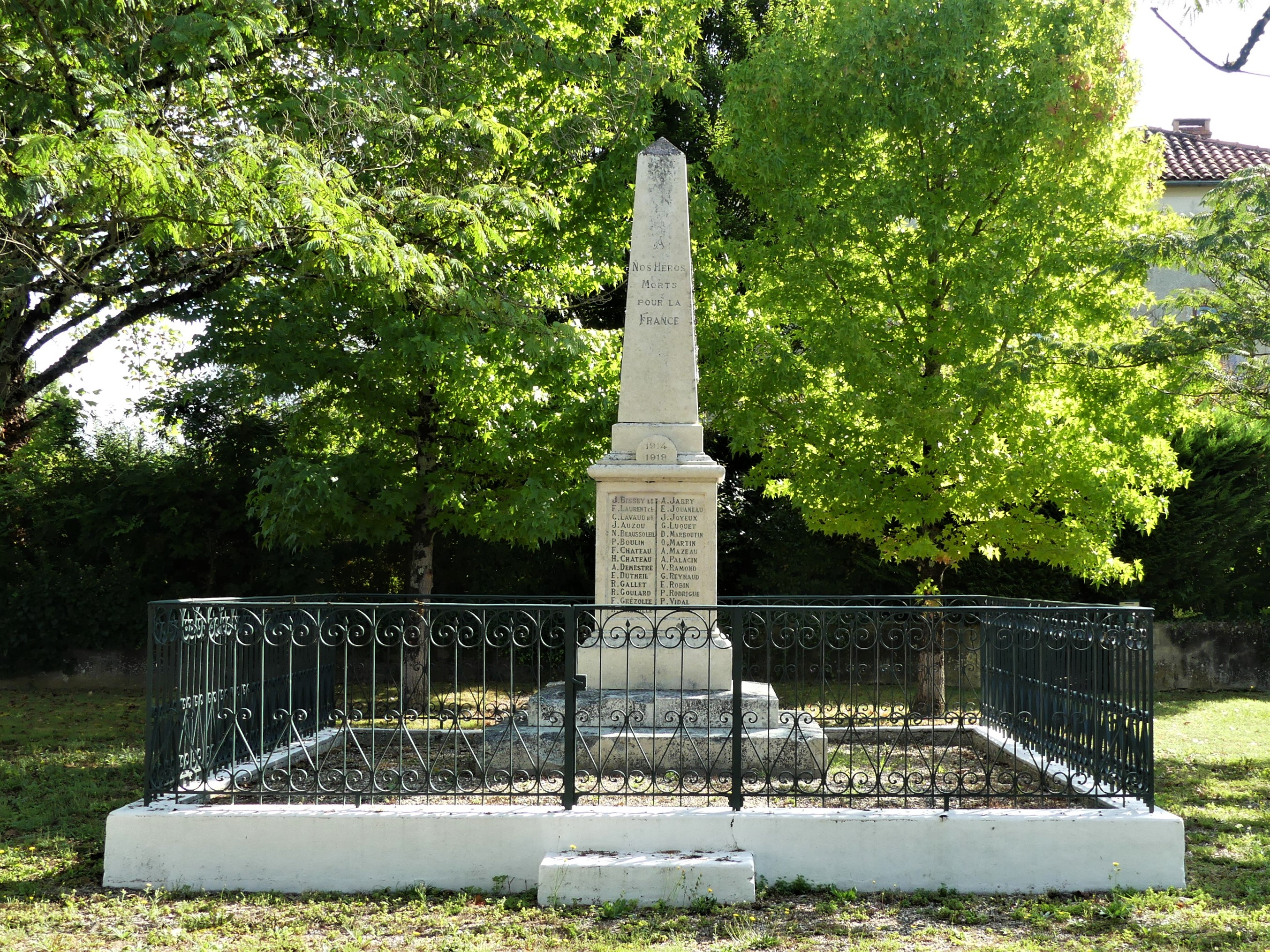
Le monument aux morts.
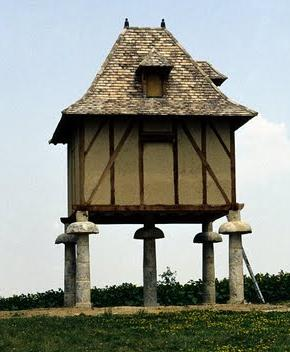
Pigeonnier.

### Personnalités liées à la commune
- Maison de Madaillan.
- Jacques Delmas de Grammont (1796-1862), né à la Sauvetat-du-Dropt, fut général et fit voter la première loi qui punissait les maltraitances envers les animaux domestiques (loi portant son nom et datant du 2 juillet 1850).

### Héraldique
| Blason de Sauvetat-du-Dropt (La) | Blason  | Tranché au 1) d’azur à la tour carrée d’or maçonnée, ouverte et ajourée de sable, au 2) d’argent au pont droit de huit arches de sable ; au franc-quartier de gueules chargé de trois léopards l’un sur l’autre |
| Blason de Sauvetat-du-Dropt (La) | Détails | Le statut officiel du blason reste à déterminer. |